# Ne dis rien (film, 2022)
Pour les articles homonymes, voir Ne dis rien.
Pour plus de détails, voir Fiche technique et Distribution.
Ne dis rien (Speak No Evil) est un film dano-néerlandais réalisé par Christian Tafdrup et sorti en 2022,,,,,.
Il est présenté en avant-première mondiale dans la section « Midnight » du Festival du film de Sundance 2022.
Le film met en scène une famille danoise qui se lie d’amitié avec une famille néerlandaise, qui quelques mois plus tard les invite à passer un week-end chez eux. Mais ce séjour idyllique va virer au cauchemar.

## Synopsis
Bjørn et Louise, un couple danois, passent des vacances dans une résidence en Toscane avec leur fille Agnes. Lors d’une sortie en ville, ils croisent une famille néerlandaise qui logent eux aussi dans la résidence : Patrick, sa femme Karin et leur fils Abel. Les deux familles vont manger au restaurant. On apprend à cette occasion que Louise est végétarienne, que Patrick est médecin et qu’ils vivent dans la campagne hollandaise. Les deux familles finissent les vacances ensemble.
Quelques mois après, au Danemark, Bjørn et Louise reçoivent une carte postale du couple néerlandais. Désireux de revoir la famille qu'ils ont manifestement beaucoup appréciée, Patrick et Karin les invitent à passer un week-end dans leur maison aux Pays-Bas. Hésitant, le couple accepte l’invitation, de peur de paraître irrespectueux. Après des heures de route, ils arrivent à destination, dans un coin reculé en forêt.
Le premier soir se passe bien, malgré le fait que le couple a cuisiné un plat de viande, faisant fi du végétarisme de Louise. Alors qu'il sort les poubelles, Bjørn est intrigué par une cabane derrière la maison. Il est également surpris par Abel qui lui révèle une absence de langue. Patrick explique qu'il souffre d'aglossie, ce pourquoi il ne communique pas. Mais le séjour va tourner au malaise. En effet, Patrick et Karin font preuve d’un comportement autoritaire et hostile envers leurs invités. Patrick est très dur avec Abel, qui interagit peu avec Agnes. Au bout d’une journée, Louise ne se sent plus à l’aise et veut partir. Mais leurs hôtes ont prévu une sortie au restaurant entre adultes seulement, les enfants sont gardés par un certain Muhajid, au grand dam de Bjørn et Louise.
Dans le restaurant, Patrick provoque Louise quand il constate qu’elle mange du poisson bien qu’elle se prétende végétarienne. Patrick et Karin s'alcoolisent et dansent de manière obscène, mettant mal à l'aise Bjørn et Louise. Au moment de partir, Patrick s’arrange pour faire payer l’addition apparemment élevée à Bjørn, et prend le volant. En plus d’une conduite dangereuse, il met de la musique à fond, aux dépens de ses invités. À la maison il devient intrusif, faisant irruption dans la salle de bains pour se brosser les dents quand Louise prend sa douche, et observant ses invités faire l’amour dans leur chambre. Au matin, Louise, qui a ignoré les appels d’Agnes qui demandait à dormir dans leur lit, retrouve sa fille dans le lit de Patrick et Karin. Elle la récupère et demande à Bjørn de partir, ce qu'ils font discrètement. Sur la route, Agnes ne retrouve plus son lapin en peluche, qui était en fait sous le siège passager, poussant Bjørn à faire demi-tour. Patrick et Karin leur demandent des explications. Bjørn n’ose pas se confronter à eux, c’est donc Louise qui rappelle au couple les comportements déplacés qu'ils ont eus et qui les ont fait partir. Karin tente de rationaliser les évènements de la soirée, notamment la présence d'Agnes dans leur lit. Patrick les convainc de rester, leur promettant qu'ils vont passer une super journée.
Louise et Karin font du jardinage tandis que les hommes vont faire les courses. Patrick se gare près d’une plage et s’excuse pour son comportement de la soirée, qu’il justifie par une rage intérieure, que Bjørn avoue ressentir lui aussi à cause des normes sociales qui l’emprisonnent. Les deux hommes montent en hauteur et crient de toutes leurs forces pour expulser leur frustration. Une fois rentrés, ils boivent et se baignent, réconciliés. Mais la tension revient vite. Patrick avoue qu’il n’est pas médecin mais sans activité, qu’il a menti pour faire bonne impression. Karin se montre autoritaire envers Agnes, lui ordonnant de mettre le couvert et la réprimant sur sa façon de manger. Agacée, Louise lui rappelle que ce n’est pas à elle d’éduquer sa fille. Le ton monte définitivement lorsque après le repas, les enfants souhaitent montrer aux adultes une chorégraphie qu’ils ont inventée. Patrick se montre violent avec Abel qui a du mal à tenir le rythme. Bjørn et Louise le défendent, mais Karin prend le parti de son mari et de leurs méthodes d’éducation.
La nuit venue, Bjørn est réveillé par des pleurs d’Abel, puis par Patrick qui le dispute. Bjørn sort voir ce qui se passe, et entre dans la cabane derrière la maison. Sur les murs sont affichées des photos reprenant le même principe : Patrick et Karin sont avec une famille, à chaque photo ils ont un enfant différent, qui appartenait en réalité à la famille avec laquelle ils posaient dans la photo précédente. Bjørn comprend que leurs hôtes sont des tueurs qui se lient d’amitié avec des familles à enfant unique, tuent les parents et capturent l’enfant dont ils coupent la langue pour éviter qu’il ne parle. Devant cette découverte ainsi que celle du corps d’Abel sans vie dans la piscine, il s’échappe avec sa femme et sa fille sans leur révéler quoi que ce soit. À court de carburant, sa voiture tombe en panne dans un champ. Pendant qu’il part chercher de l’aide dans une maison à proximité, Agnes, non consciente du danger, appelle Patrick. Ce dernier récupère la mère et la fille, et, devant un Bjørn suppliant, lui promet la vie sauve contre leur obéissance. Lorsque Louise réalise que quelque chose ne va pas, Patrick insulte et frappe Bjørn, et leur ordonne de se taire. Ils les ont en fait emmenés dans une carrière, où Muhajid les y attend près d’un van. Après avoir pris l’ascendant physique sur Bjørn, Patrick attrape Agnes, lui ouvre la bouche tandis que Karin lui coupe la langue avec des ciseaux de jardinage. La mutilation achevée, Muhajid l'enlève. Patrick et Karin font sortir leurs victimes de la voiture. Lorsque Bjørn leur demande la raison de leurs agissements, Patrick lui répond qu'ils font ça car ils les ont laissé faire. Ils les font alors se déshabiller, descendre dans une dépression et les lapident. Ils reprennent ensuite la route avec Agnes à leur bord.

## Fiche technique
Sauf indication contraire, les informations mentionnées dans cette section peuvent être confirmées par la base de données cinématographiques IMDb,  présente dans la section « Liens externes ».
- Titre original : Speak No Evil
- Titre français : Ne dis rien
- Réalisation : Christian Tafdrup
- Scénario : Christian Tafdrup et Mads Tafdrup (de)
- Musique : Sune « Køter » Kølster
- Direction artistique : Jeanett Brahe et Floris Eysink Smeets
- Décors : Sabine Hviid
- Costumes : Louize Nissen
- Photographie : Erik Molberg Hansen
- Son : Jos Ten Kloster[1]
- Montage : Nicolaj Monberg
- Production : Jacob Jarek
- Production déléguée : Ditte Milsted
- Sociétés de production : Profile Pictures, en coproduction avec OAK Motion Pictures
- Sociétés de distribution : Nordisk Film Distribution (Danemark) et September Film (Pays-Bas) ;  Swift Distribution (France)[9]
- Budget : 2,8 millions €[10]
- Pays de production :  Danemark,  Pays-Bas
- Langue originale : anglais, danois, néerlandais
- Format : couleur – 2.39 : 1 – son Dolby Digital
- Genre : drame, horreur, thriller
- Durée : 97 minutes[1],[10]
- Dates de sortie :
  - États-Unis : 21 janvier 2022 (Festival du film de Sundance)
  - Danemark : 17 mars 2022
  - France : 14 septembre 2022 (vidéo à la demande)[9]

## Distribution
- Morten Burian (VFB : Gauthier de Fauconval) : Bjørn
- Sidsel Siem Koch (VFB : Delphine Moriau) : Louise
- Fedja van Huêt (VFB : Karim Barras) : Patrick
- Karina Smulders (VFB : Claire Tefnin) : Karin
- Liva Forsberg (VFB : Marie Braam) : Agnes
- Marius Damslev : Abel
- Hichem Yacoubi : Muhajid

## Production
Speak No Evil est le troisième long métrage de Christian Tafdrup et son premier film de genre dans lequel il essaie de mélanger le drame avec des commentaires à caractère social et des éléments d'horreur psychologique. Il partage son scénario avec son frère Mads Tafdrup. Le film est entièrement filmé en anglais et produit par Jacob Jarek pour la société Profile Pictures, dont les coûts de production sont estimés à 2,8 millions d'euros.
Le tournage a lieu aux Pays-Bas et en Italie.

## Remake
En avril 2023, Blumhouse Productions prépare un remake du même titre, avec James McAvoy dans le rôle principal et James Watkins, en tant que scénariste et réalisateur. Ce film sort en salle le 13 septembre 2024, distribué par Universal Pictures.